# Артерия (гурт)
«Артерия» (укр. Артерія) — російський рок-гурт, що виконує музику в стилі хеві-метал. Гурт був заснований в 2003 році як проєкт Терентьєва Сергія Володимировича, екс-гітариста гуртів Ария та Кипелов.

## Склад

### Сучасний склад
- Іван Жерновков — вокал (з 2017)
- Терентьєв Сергій Володимирович — гітара
- Олександр Гончаров — бас-гітара (з 2016)
- Сергій Кутаєв — барабани (з 2006 і до 2019).

### Колишні учасники
- Григорій Стрєлков — вокал (2010-2013)
- Олександр Кеп — вокал (2013-2017)
- Олексій Булгаков — вокал (2004—2005)
- Роберт Бойм — бас-гітара (2004—2005)
- Сергій Єранов — барабани (2004—2005)
- Сергій Луганський — вокал (2005)
- Олексій Барзилович — барабани (2005—2006)
- Андрій Храмов — вокал (2005)
- Сергій Сергєєв — вокал (2005—2008)
- В'ячеслав Селін — гітара (2005—2008)
- Микола Коршунов — бас-гітара (2005—2008)
- Андрій Волков — вокал (2008—2010)

## Дискографія
- 2003 — 30+3+Infinity
- 2005 — Лети на свет
- 2006 — В поисках новой жизни
- 2010 — Боль (сингл)

### Відео
- 2010 — «5 баллов» (DVD)
- 2015 — «Поколение Fake» (промо-відео)[1]
- 2016 — «Падает небо» (відеокліп)
- 2017 — «Время всё изменить» (промо-відео)
- 2019 — «Номер один» (Instrumental Official Bass & Guitar play)
- 2019 — «Бег по кругу» (Instrumental Official Bass play) (представлені 2 версії: оригінальний звук з інструментальної частини альбому і спеціальний мікс з яскраво вираженим з яскраво вираженим акцентом на бас-гітару)